# カツラギエース
カツラギエース（欧字名:Katsuragi Ace、1980年4月24日 - 2000年7月3日）は、日本の競走馬、種牡馬。
1984年に日本調教馬として初めてジャパンカップで優勝し、優駿賞最優秀5歳以上牡馬を受賞して、世界を倒した日本のエースと評された。主戦騎手は崎山博樹→西浦勝一。

## 生涯

### 誕生・デビュー前
1980年4月24日、北海道三石郡三石町の片山専太郎牧場で誕生。三石は日高でも小規模な牧場が多い地域だが、片山牧場も典型的な家族牧場で、当時は息子の修夫婦が切り盛りしていた。それまでは地方に行く馬も多く、中央で重賞に勝ったのはカツラギエースが初めてであった。
父・ボイズィーボーイは1965年生まれのイギリス産馬で、現役時は短中距離を中心にイギリスとフランスで28戦9勝。1971年から1977年までオーストラリアで種牡馬として供用され、ヴィクトリアダービー馬・ガレナボーイなどを輩出すると、1978年に日本へ輸入。血統的には輸入当時の日本を席巻していたテスコボーイと同じで、当時日高の生産者の間で絶大な人気を誇っていたプリンスリーギフト系でそれなりに期待されていたが、競走成績もオーストラリアの種牡馬成績も特筆すべきものはなかった。1980年に死去したため日本では僅か2世代しか産駒を残すことはできず、カツラギエース以外にはクイーンカップ3着のアサヒエンジェル（府中3歳S勝ち馬・アサヒパシィオンの母）、アメリカJCC4着のコバシマカイジンなどがいる程度で大した産駒を残していない。父の母・ライジングホープはかつて日本でリーディングサイアーとなったライジングフレームの全妹である。
母・タニノベンチャはプリティーポリー系で現役時3戦1勝。カントリー牧場が4頭の仔を産んでさしたる馬が出なかったために見切りをつけ、競りに出したところを350万円で購入した馬であり、この時に受胎していて生まれた馬がカツラギエースである。母の母は英国からの輸入馬・アベイブリッジであり、日本での初産駒は福永洋一に初めての重賞をもたらしたタニノモスボローである。ブルードメアサイアーのヴェンチアは日本輸入後、ダービー馬・クライムカイザー、桜花賞馬・タカエノカオリ、桜花賞馬・ハギノトップレディの母で自身も高松宮杯などを制しているイットー、春の天皇賞馬・タイテエムの母・テーシルダなどを輩出して成功している。カツラギエースの妹に中山牝馬ステークスなど9勝したラビットボール、弟にセリで当時の最高額記録となる2億6500万円で落札され話題となるも結果未勝利に終わったモガミショーウンがいる。
地味な血統と平凡な馬体で買い手がなかなかつかなかったが、名伯楽として知られた福島県の馬商・佐藤伝二が才能を見出だす。佐藤はクライムカイザーをはじめホワイトフォンテンやハツシバオーなどを発掘して仲介してきた人物で、バブル期には大分県にオートポリスを作った鶴巻智徳の依頼を受け、アメリカの競りでエーピーインディを落札して話題になった。2歳になった1981年6月の日高軽種馬農協特別市場に上場した際に目を付け、数日後に片山牧場を訪問。改めてじっくりと馬を見て「次は自分が必ず落札するから、もう一度、夏の競りに出してほしい」と頼み、8月の日高定期競り市では1000万円で競り合うつもりが710万円で購入。その後に佐藤の仲介で大阪の馬主・野出長一（後に息子の一三に譲渡）が譲り受け、競走年齢に達した3歳の1982年6月に栗東・土門一美厩舎へ入厩。父の土門健司もこの時はまだ現役の調教師であり、野出は当時35歳で開業2年目の土門に「開業祝い」としてカツラギエースを預けた。
同じ1980年生まれには四冠馬のミスターシービーを筆頭に、安田記念・マイルCSを制したニホンピロウイナー、1985年の宝塚記念馬・スズカコバン、1983年の有馬記念馬・リードホーユー、1985年天皇賞（秋）・1986年安田記念優勝のギャロップダイナ、皐月賞・ダービー2着のメジロモンスニー、南関東三冠馬のサンオーイ等と粒揃いであった。

### 3～4歳時
脚が長くひょろっとして見栄えのしない馬体で、入厩後もダート調教での動きが悪かったため、やはり関係者の期待は高くなかった。しかし9月19日の阪神の芝1200mでデビューするや、14頭立ての7番人気ながら、厩舎の準主戦であった崎山博樹を鞍上に8馬身差で圧勝。続く萩特別（400万下）2着、りんどう特別（400万下）1着、3歳ステークス3着の成績で終えた。
4歳になった1983年はクラシックを見据えて挑んだ。初戦に選んだ2月の京都の4歳ステークスは13頭立ての殿負けを喫して、心配されるが、続く3月19日の春蘭賞（800万下）に勝ち皐月賞に駒を進めた。皐月賞は7番人気で果敢に先行したが、苦手の不良馬場に脚をとられてミスターシービーの11着に敗退。次走は東京の馬場に慣れる目的もあってNHK杯に出走し、9番人気の低人気であったが、大外枠ながら強い勝ち方をして重賞初制覇。そして日本ダービーでは3番人気に支持されるが、またミスターシービーの6着に敗れた。ダービー後すぐに休養には入らず6月の中京4歳特別に出走し、皐月賞では殿負けを喫した後のマイル王・ニホンピロウイナーの2着で春を終えた。
夏を越した秋にようやく本格化し、初戦の神戸新聞杯こそスズカコバンとは僅差の2着に敗れたが、厩舎の主戦である西浦勝一に乗り替わった京都新聞杯は、逃げるリードホーユーを直線で捕まえると6馬身差の圧勝で、しかもミスターシービーを4着に沈めた。いよいよ本格化と期待され本番の菊花賞では2番人気に支持された。先行したものの、距離不適もあり、直線で垂れて21頭立ての20着と惨敗を喫した。
このレースはミスターシービーが勝ってシンザン以来19年ぶりの三冠馬を達成している。カツラギエースのデビューから神戸新聞杯まで主戦であった崎山は同年の調教師試験に合格し、1984年2月で引退して調教師に転向した。

### 5歳時
5歳になった1984年は、菊花賞の結果から長距離は不適と判断した陣営により、春は宝塚記念、秋はこの年から2000mに短縮された天皇賞を目標に据えられた。初戦の鳴尾記念4着を叩いてサンケイ大阪杯を快勝、1番人気に応えた。3200mの春の天皇賞は見向きもせず、2000mのハンデ重賞・京阪杯に出走。58.5kgの斤量を背負いながらも1番人気に応えて重賞を連勝し、2000mの重賞を共に2馬身差以上の差で勝利した。この年から施行されたグレード制でGIにランクされた宝塚記念では、ミスターシービーが休養中と確かな主役が不在であった。先だって天皇賞を勝ったモンテファストや菊花賞馬のホリスキーが出走していたものの、ファンの信頼は薄かった。カツラギエースは早くから陣営が宝塚記念を目標にし、ここまで2000mの重賞を連勝していることが高く評価され、単勝1.9倍の1番人気に支持された。道中は2、3番手につけ、直線で抜け出すとスズカコバンを寄せ付けずに完勝。勝ち時計も前年のハギノカムイオーのレコード2分12秒1からコンマ3秒の2分12秒4と好時計で勝ち、GI馬の仲間入りをしたと同時に「中距離のカツラギエース」の印象を強くした。3週間後の高松宮杯では直線でスズカコバンに大外に振られたこともあり、キョウエイレアの5着に沈んだ。
秋初戦の毎日王冠ではミスターシービーが菊花賞以来久々に姿を見せ、南関東三冠馬のサンオーイも出走し、三強対決と報道された。レースでは先行するカツラギエースが直線追い込むミスターシービーをアタマ差押さえ勝利したが、2着に鬼脚で追い込んだミスターシービーの方が目立ったのか、続く天皇賞・秋ではミスターシービーの3度目の対抗人気となる2番人気にとどまった。レースではいつものように最後方から直線だけで豪脚を繰り出したミスターシービーに凱歌が上がり、カツラギエースは折り合いを欠いて5着に終わった。大一番前の前哨戦には強いが本番で結果を残せない精神面の弱さが指摘され、「前哨戦では勝つが本番ではシービーに負ける」「宝塚記念もシービー不在だから勝てた」と揶揄されるようになる。

#### ジャパンカップ
その後一旦は第1回開催となるマイルCSに行くと表明したが、最終的に第4回ジャパンカップに廻る。ジャパンカップではミスターシービーとシンボリルドルフの新旧三冠馬対決に注目が集まり、過去3回外国馬の後塵を拝し続けていた歴史に終止符を打ち日本馬の優勝が期待されていた。一方カツラギエースは距離実績や天皇賞で露呈した気の悪さへの不安視、外国馬が人気を集めたこともあり10番人気であった。
距離や気性面に不安の残るカツラギエースのため、西浦や陣営は様々な秘策を講じた。西浦は走り切るにはストレスなく走らせることが絶対条件と考え、「ジャパンCは2400メートルだけど、2000メートルを走らせるつもりでリラックスして走らせたら息はもつ、距離はもつと考えていた。馬の口にハミが当たらないように、当たらないように。それだけを心掛けた」として通常よりも30cmほど長い手綱を使用した。また担当厩務員の原園講二の提案により「大歓声に包まれても大丈夫なように、耳だけ皮を厚めにしてもらった。いわば耳栓みたいなもの」として特注の白いメンコを用意したが、仮に反対されては外さざるを得ないため調教師の土門にはレース本番まで秘密にしていた。
レースではスタートから先頭を切り、向こう正面では2番手以下を10馬身以上引き離す。シンボリルドルフは中団につけ、ミスターシービーは離れた最後方に位置した。前半の1000m通過は61秒6とややスローペースだったが、ミスターシービーやシンボリルドルフ、マジェスティーズプリンスら有力馬は控えて追走。ストロベリーロードに騎乗していた英国の世界的大騎手であるレスター・ピゴットも動かなかった。この状況を最大限に利用したカツラギエースは脚を貯め、直線では二の脚を使い英国のベッドタイム、シンボリルドルフ、アメリカのマジェスティーズプリンスらの追撃を振り切って逃げ切り勝ち。初めてミスターシービーをGIで負かしたと同時に日本馬初のジャパンカップ制覇を果たし、同年の三冠馬のシンボリルドルフには3着と初黒星をつけた。一部メディアで同勝利は「西の強豪と呼ばれたカツラギエースによる世界的大金星」と評された。
また騎手の西浦はこの勝利で「世界のニシウラ」と国際的に評価された騎手となった。

#### 有馬記念～引退
その後、第29回有馬記念を最後に引退することが発表された。シンボリルドルフ、カツラギエース、ミスターシービーによる三強対決と大きく報道され、直前のインタビューではジャパンカップで負けたシンボリルドルフ、ミスターシービー両陣営が激しい舌戦を繰り広げていたが、一方のカツラギエース陣営はインタビューに対し「メンコの柄と勝負服をお揃いにしてみました」と両陣営を意識しない回答をし注目を集めた。
この3頭が単枠指定され、当日は3番人気に支持された。
このレースでもジャパンカップと同様に果敢に逃げたものの、シンボリルドルフの徹底マークにあって2着に終わったが、3着のミスターシービーには先着して対戦成績を五分とした。
同年の優駿賞最優秀5歳以上牡馬を受賞し、1985年1月に京都で引退式が行われた。

### 引退後
引退後は新冠郡新冠町の牧場で種牡馬生活に入り、3億3000万円のシンジケートが組まれ、期待は大きかった。しかしクラシックを狙えるような大物を送り出せず、その後は静内郡静内町のレックススタッドを経て、同じ町内の冬沢牧場に移った。全体的にダートに向く産駒が多かったため、産駒は主に地方競馬で活躍した。産駒には東京ダービー馬のアポロピンクやエンプレス杯連覇のヒカリカツオーヒなどがいる。中央での重賞勝ち馬としては1991年の4歳牝馬特別・東を勝ったヤマニンマリーンに限られる。また牝馬の活躍馬が多く、牡馬産駒の成績が牝馬に比べて劣る傾向があった。2000年7月3日、病気療養先の三石町・中橋牧場で心臓発作のため、死亡した。21歳。墓は冬沢牧場に建立されている。

## 競走成績
| 年月日 | 年月日 | 年月日 | 競馬場 | 競走名             | 格      | 頭数 | 枠番 | 馬番 | 人気 | 着順 | 騎手     | 斤量 | 距離（馬場）  | タイム | 着差  | 1着馬/（2着馬）      | 馬体重 |
| 1982   | 9.     | 19     | 阪神   | 3歳新馬            |         | 14   | 5    | 7    | 6    | 01着 | 崎山博樹 | 53   | 芝1200m（稍） | 1:10.4 | 8馬身 | （クリヤーランサー） | 482    |
|        | 10.    | 3      | 阪神   | 萩特別             | 400万下 | 12   | 8    | 12   | 1    | 02着 | 崎山博樹 | 53   | 芝1400m（良） | 1:23.1 | 0.1秒 | メジロモンスニー     | 488    |
|        | 10.    | 16     | 京都   | りんどう特別       | 400万下 | 8    | 8    | 8    | 1    | 01着 | 崎山博樹 | 53   | 芝1200m（良） | 1:10.3 | 2 1/2 | （タケヒエン）       | 480    |
|        | 11.    | 27     | 京都   | ラジオたんぱ賞3歳S |         | 7    | 2    | 2    | 3    | 03着 | 崎山博樹 | 55   | 芝1600m（良） | 1:36.6 | 0.1秒 | メジロモンスニー     | 476    |
| 1983   | 2.     | 20     | 京都   | 4歳S               |         | 13   | 8    | 13   | 3    | 13着 | 崎山博樹 | 55   | 芝1600m（良） | 1.39.8 | 1.7秒 | ウズマサリュウ       | 486    |
|        | 3.     | 19     | 阪神   | 春蘭賞             | 800万下 | 12   | 6    | 7    | 4    | 01着 | 崎山博樹 | 55   | 芝2000m（稍） | 2:04.5 | 3 1/2 | （ペルセポリス）     | 472    |
|        | 4.     | 17     | 中山   | 皐月賞             | 八      | 20   | 2    | 3    | 7    | 11着 | 崎山博樹 | 57   | 芝2000m（不） | 2:10.4 | 2.1秒 | ミスターシービー     | 474    |
|        | 5.     | 8      | 東京   | NHK杯              |         | 16   | 18   | 15   | 9    | 01着 | 崎山博樹 | 56   | 芝2000m（良） | 2:02.9 | 1 3/4 | （ブルーダーバン）   | 482    |
|        | 5.     | 29     | 東京   | 東京優駿           | 八      | 21   | 3    | 7    | 3    | 06着 | 崎山博樹 | 57   | 芝2400m（良） | 2:30.7 | 1.2秒 | ミスターシービー     | 482    |
|        | 6.     | 26     | 中京   | 中京4歳特別        |         | 12   | 6    | 8    | 1    | 02着 | 崎山博樹 | 58   | 芝1400m（良） | 1:23.7 | 0.2秒 | ニホンピロウイナー   | 472    |
|        | 10.    | 2      | 阪神   | 神戸新聞杯         |         | 11   | 6    | 6    | 1    | 02着 | 崎山博樹 | 56   | 芝2000m（良） | 2:01.1 | 0.0秒 | スズカコバン         | 478    |
|        | 10.    | 23     | 京都   | 京都新聞杯         |         | 15   | 2    | 3    | 2    | 01着 | 西浦勝一 | 57   | 芝2000m（良） | 2:02.0 | 6馬身 | （リードホーユー）   | 490    |
|        | 11.    | 13     | 京都   | 菊花賞             | 八      | 21   | 7    | 18   | 2    | 20着 | 西浦勝一 | 57   | 芝3000m（良） | 3:12.6 | 4.5秒 | ミスターシービー     | 494    |
| 1984   | 3.     | 11     | 阪神   | 鳴尾記念           | GII     | 15   | 4    | 7    | 8    | 04着 | 西浦勝一 | 55   | 芝2500m（良） | 2:35.1 | 0.2秒 | ハシローディー       | 492    |
|        | 4.     | 1      | 阪神   | 大阪杯             | GII     | 14   | 7    | 12   | 1    | 01着 | 西浦勝一 | 56   | 芝2000m（良） | 2:00.6 | 2 1/2 | （ロンググレイス）   | 486    |
|        | 5.     | 13     | 京都   | 京阪杯             | GIII    | 15   | 8    | 15   | 1    | 01着 | 西浦勝一 | 58.5 | 芝2000m（良） | 2:02.1 | 2 1/2 | （サニーシプレー）   | 490    |
|        | 6.     | 3      | 阪神   | 宝塚記念           | GI      | 14   | 4    | 7    | 1    | 01着 | 西浦勝一 | 56   | 芝2200m（良） | 2:12.2 | 1 1/4 | （スズカコバン）     | 488    |
|        | 6.     | 24     | 中京   | 高松宮杯           | GII     | 8    | 5    | 5    | 2    | 05着 | 西浦勝一 | 59   | 芝2000m（重） | 2:04.4 | 0.5秒 | キョウエイレア       | 486    |
|        | 10.    | 7      | 東京   | 毎日王冠           | GII     | 9    | 5    | 5    | 3    | 01着 | 西浦勝一 | 59   | 芝1800m（良） | 1:47.5 | 頭    | （ミスターシービー） | 502    |
|        | 10.    | 28     | 東京   | 天皇賞（秋）       | GI      | 15   | 4    | 7    | 2    | 05着 | 西浦勝一 | 58   | 芝2000m（良） | 1:59.5 | 0.2秒 | ミスターシービー     | 504    |
|        | 11.    | 25     | 東京   | ジャパンC          | GI      | 14   | 6    | 10   | 10   | 01着 | 西浦勝一 | 57   | 芝2400m（良） | 2:26.3 | 1 1/2 | （ベッドタイム）     | 508    |
|        | 12.    | 23     | 中山   | 有馬記念           | GI      | 11   | 7    | 9    | 3    | 02着 | 西浦勝一 | 57   | 芝2500m（良） | 2:33.1 | 0.3秒 | シンボリルドルフ     | 504    |

※「八」は八大競走。1984年グレード制導入。

## 主な産駒
- アポロピンク（1991年東京ダービー）
- ヤマニンマリーン（1991年4歳牝馬特別・東）
- ヒカリカツオーヒ（1991年・1992年エンプレス杯2回、1990年ロジータ記念、1991年クイーン賞）
- ベッスルエース（1993年東海桜花賞、1992年名古屋大賞典）
- オヤベエース（1992年中日杯・サラブレッド大賞典、1991年サラブレッド3歳優駿《金沢》）
- グローバルエース（1990年京都新聞杯2着）
- サンドピープル（1994年中日新聞杯3着）
- ピアレスクラウン（1992年共同通信杯4歳ステークス3着）
- オーゴンエース（2002年スプリングカップ《高崎》）
- ダイユウカイソク（1999年ゴールド争覇《名古屋》）
- ロイヤルコバン（1998年新春杯《高知》）
- ヒロカツラギ（1994年ニューイヤーカップ《佐賀》）
- マルヤマエース（1990年東北サラ3歳チャンピオン《岩手》）
- ユキノダイヤ（2000年のじぎく賞3着）
- ジェテールビー（1996年ひまわり賞3着）
- ヤマノエリザベス（1991年花吹雪賞3着）

### 母父としての主な産駒
- タイムフェアレディ（2001年フラワーカップ）父	メジロマックイーン・母トキファイター

## エピソード

### 戦法
抜群のスタートセンスと優れたスピードを活かした先行力を武器に活躍し、ミスターシービーの最高のライバルと評された。ジャパンカップや有馬記念で見せた戦法から逃げ馬というイメージが強いが、ほとんどのレースは道中3 - 4番手追走からの好位差しである。ハミに対して非常に敏感な馬であり、少し間違えるとすぐに前へ行きたがってしまう癖があることから「騎手泣かせの馬」だったと当時の厩務員は回顧している。

## 血統表
| カツラギエースの血統                        | カツラギエースの血統                                 | カツラギエースの血統                                 | （血統表の出典）                                     | （血統表の出典） |
| 父系                                        | プリンスリーギフト系                                 | プリンスリーギフト系                                 | プリンスリーギフト系                                 |                  |
| 父 *ボイズィーボーイ Boysie Boy 1965 黒鹿毛 | 父の父King's Troop 1957 鹿毛                         | Princely Gift                                        | Nasrullah                                            | Nasrullah        |
| 父 *ボイズィーボーイ Boysie Boy 1965 黒鹿毛 | 父の父King's Troop 1957 鹿毛                         | Princely Gift                                        | Blue Gem                                             |                  |
| 父 *ボイズィーボーイ Boysie Boy 1965 黒鹿毛 | 父の父King's Troop 1957 鹿毛                         | Equiria                                              | Atout Maitre                                         | Atout Maitre     |
| 父 *ボイズィーボーイ Boysie Boy 1965 黒鹿毛 | 父の父King's Troop 1957 鹿毛                         | Equiria                                              | Epona                                                |                  |
| 父 *ボイズィーボーイ Boysie Boy 1965 黒鹿毛 | 父の母Rising Hope 1951 黒鹿毛                        | The Phoenix                                          | Chateau Bouscaut                                     | Chateau Bouscaut |
| 父 *ボイズィーボーイ Boysie Boy 1965 黒鹿毛 | 父の母Rising Hope 1951 黒鹿毛                        | The Phoenix                                          | Fille de Poete                                       |                  |
| 父 *ボイズィーボーイ Boysie Boy 1965 黒鹿毛 | 父の母Rising Hope 1951 黒鹿毛                        | Admirable                                            | Nearco                                               | Nearco           |
| 父 *ボイズィーボーイ Boysie Boy 1965 黒鹿毛 | 父の母Rising Hope 1951 黒鹿毛                        | Admirable                                            | Silvia                                               |                  |
| 母 タニノベンチャ 1971 黒鹿毛               | 母の父*ヴェンチア Venture 1957 黒鹿毛                | Relic                                                | War Relic                                            | War Relic        |
| 母 タニノベンチャ 1971 黒鹿毛               | 母の父*ヴェンチア Venture 1957 黒鹿毛                | Relic                                                | Bridal Colors                                        |                  |
| 母 タニノベンチャ 1971 黒鹿毛               | 母の父*ヴェンチア Venture 1957 黒鹿毛                | Rose o'Lynn                                          | Pherozshah                                           | Pherozshah       |
| 母 タニノベンチャ 1971 黒鹿毛               | 母の父*ヴェンチア Venture 1957 黒鹿毛                | Rose o'Lynn                                          | Rocklyn                                              |                  |
| 母 タニノベンチャ 1971 黒鹿毛               | 母の母*アベイブリッジ Abbey Bridge 1958 鹿毛         | Entente Cordiale                                     | Djebel                                               | Djebel           |
| 母 タニノベンチャ 1971 黒鹿毛               | 母の母*アベイブリッジ Abbey Bridge 1958 鹿毛         | Entente Cordiale                                     | Herringbone                                          |                  |
| 母 タニノベンチャ 1971 黒鹿毛               | 母の母*アベイブリッジ Abbey Bridge 1958 鹿毛         | British Railways                                     | Umidwar                                              | Umidwar          |
| 母 タニノベンチャ 1971 黒鹿毛               | 母の母*アベイブリッジ Abbey Bridge 1958 鹿毛         | British Railways                                     | Euston                                               |                  |
| 母系(F-No.)                                 | (FN:14-c)                                            | (FN:14-c)                                            | (FN:14-c)                                            | [ § 2 ]          |
| 5代内の近親交配                             | Pharos 5×5、Nearco 5・4（父内）、Easton 5・5（母内） | Pharos 5×5、Nearco 5・4（父内）、Easton 5・5（母内） | Pharos 5×5、Nearco 5・4（父内）、Easton 5・5（母内） | [ § 3 ]          |
| 出典                                        | 1. 2. 3.                                             | 1. 2. 3.                                             | 1. 2. 3.                                             | 1. 2. 3.         |

- 半妹のラビットボールは1993年の中山牝馬ステークス勝ち馬。また曾孫に2020年日本テレビ盃勝ち馬のロードブレスがいる。